# Bent (Band)
Bent ist ein zweiköpfiges britisches Musikprojekt aus dem Bereich elektronischer Musik.

## Hintergrund
Es wurde 1999 in Nottingham von den beiden Produzenten Simon Mills und Neil Tolliday gegründet. Die Musik ist gekennzeichnet durch sphärische Stilelemente und Breakbeat-/Sample-Elementen. Aliasse dieses Projektes sind Goldrun und Johnny Flash And The Flames.

## Diskografie
| Alben - 2000: Programmed To Love - 2001: Downloaded For Love - 2003: The Everlasting Blink - 2004: Ariels - 2006: Intercept! - 2009: Best Of Singles/Maxis - 1999: I Love My Man - 2000: Always - 2000: Swollen (featuring Zoë Johnston) - 2002: Magic Love - 2003: Stay The Same - 2004: Comin’ Back - 2006: To Be Loved - 2007: Handbrake/Leavin’ Me - 2007: Waiting For You | EP (Extended Play) - 1999: EP1 - 2000: EP2 - 2000: Music For Barbecues - 2002: Go! Kommando EP - 2004: Flavour Country EP Kompilationen - 2003: FabricLive. 11 - 2005: Later (compiled and mixed by Bent) - 2008: The Art Of Chill 5 (mixed by Bent) Remixe - 1999: atb – 9 PM (Till I Come) |